# Hindenburg (Schiff, 1917)
Die Hindenburg war ein Großer Kreuzer (Schlachtkreuzer) der Kaiserlichen Marine und das letzte der drei Schiffe der Derfflinger-Klasse. Sie kam erst in den letzten 18 Monaten des Ersten Weltkriegs zum Einsatz. Namenspatron war im August 1915 der gefeierte Heerführer Generalfeldmarschall Paul von Hindenburg.

## Geschichte

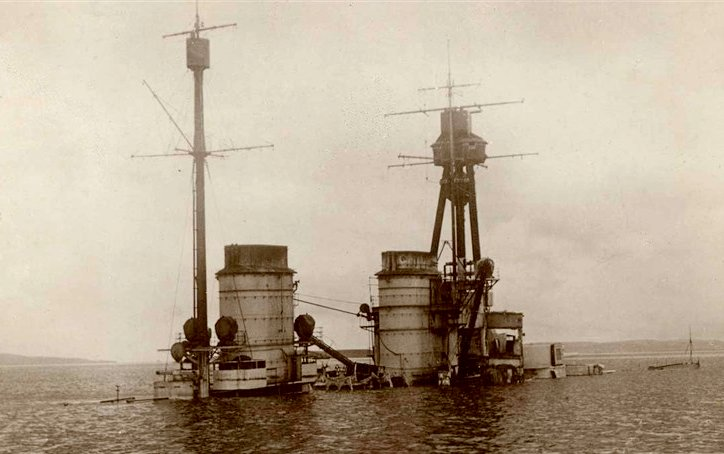
Die Aufbauten der Hindenburg
nach der Selbstversenkung
in Scapa Flow. Auffällig sind der markante Dreibeinmast zwischen der unter Wasser liegenden Kapitänsbrücke und dem ersten Schornstein sowie der im Vergleich schlanke Röhrenmast am zweiten Schornstein.

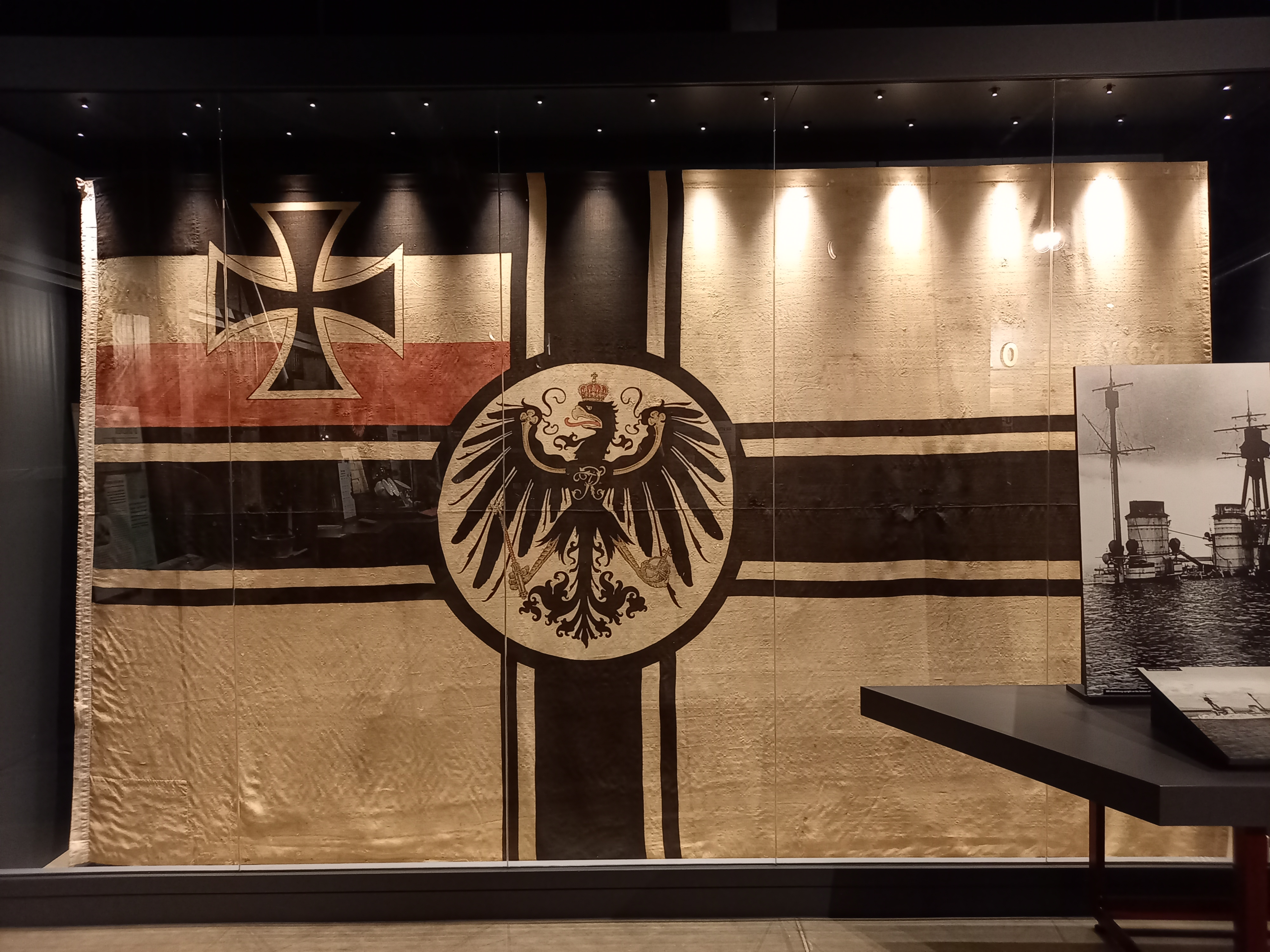
Flagge der Hindenburg ausgestellt im Scapa Flow Visitor Centre.

Das Schiff war haushaltsrechtlich gesehen der Ersatzbau für den Großen Kreuzer Hertha und wurde am 1. Oktober 1913 auf Kiel gelegt. Es hatte mit 72.000 Wellen-PS die stärkste Maschinenleistung aller Schiffe der Kaiserlichen Marine. In der Literatur schwanken die Angaben zur Höchstgeschwindigkeit für die Meilenfahrt zwischen 26,6 und 27,0 Knoten. Dabei ist zu berücksichtigen, dass bei der Hindenburg nur sogenannte „Kriegsmeilenfahrten“ mit jeweils erhöhtem Tiefgang nahe der Einsatzverdrängung stattfinden konnten, nicht wie in Friedenszeiten mit Konstruktionsverdrängung auf der abgesteckten Meile von Neukrug bei Danzig. Dazu fanden diese Fahrten auf Meile im Flachwasser in der Kieler Bucht statt – was einen erheblichen Einfluss auf die Schiffsgeschwindigkeit besaß. Erreicht wurden dennoch mit Überlast über 95.000 WPS. Es ist folglich davon auszugehen, dass eine vergleichbare Höchstgeschwindigkeit – wohl rund 29 Knoten – wie bei der Seydlitz erzielt worden wäre, die ein schlechteres Länge-Breite-Verhältnis und weniger Leistung aufwies. Dieselbe Problematik bestand auch im Verhältnis der Höchstgeschwindigkeiten der Kaiser-Klasse zur König-Klasse.
Im Mai 1917 in Dienst gestellt, kam die Hindenburg zu spät, um noch an der einzigen großen Seeschlacht des Ersten Weltkriegs, der Skagerrakschlacht, teilzunehmen.
Am 17. November 1917 war sie als Flaggschiff der I. Aufklärungsgruppe zusammen mit dem Schlachtkreuzer Moltke als Fernsicherung eingesetzt, erschien aber zu spät auf dem Schauplatz, um noch am Seegefecht bei Helgoland aktiv teilnehmen zu können, da sich die Schiffe der Royal Navy zurückzogen.
Nach dem Kriegsende wurde sie wie die große Mehrheit der modernen Einheiten der Kaiserlichen Marine in Scapa Flow interniert und dort am 21. Juni 1919 von ihrer Besatzung selbst versenkt, als feststand, dass die Siegermächte die von ihnen internierten deutschen Schiffe nicht wieder herausgeben würden.
Das Schiff sank auf ebenem Kiel im flachen Wasser und war über Jahre noch zu erkennen. Nach mehreren erfolglosen Versuchen wurde das Schiff 1930 durch Ernest Cox gehoben und in Rosyth verschrottet. Die Schiffsglocke wurde 1936 an das Deutsche Reich zurückgegeben.

## Kommandanten
| 10. Mai bis 1. Dezember 1917         | Kapitän zur See Johannes von Karpf |
| 1. Dezember 1917 bis 31. Januar 1918 | Kapitän zur See Hans Eberius       |
| 2. Februar bis 3. Dezember 1918      | Kapitän zur See Walter Hildebrand  |
| bis 21. Juni 1919                    | Korvettenkapitän Erich Heyden      |